# وتماس

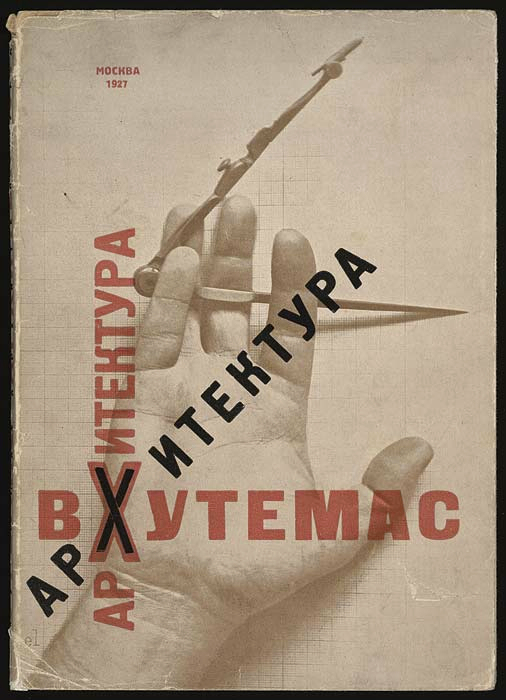
معماری در وُتِماس، جلد کتاب اثر ال لیسیتسکی، ۱۹۲۷

وُتِماس (به انگلیسی: Vkhutemas به روسی: Вхутемас؛ IPA: [fxʊtʲɪˈmas] مخفف Высшие художественно-технические мастерские Vysshiye Khudozhestvenno-Tekhnicheskiye Masterskiye "استودیو عالی فنی هنری") یک دانشکده دولتی فنی هنری روسی بود که در سال ۱۹۲۰ در مسکو تأسیس شد و جایگزین اسوماس گشت. کارگاه‌های آموزشی این مدرسه هنری با فرمان ولادیمیر لنین تأسیس شد تا به پرورش استادان هنرمند با بالاترین صلاحیت‌ها برای صنایع و سیستم مدیرتی دولت اتحاد جماهیر شوروی بپردازد.
این مدرسه ۱۰۰ استاد و بیش از ۲۵۰۰ هنرآموز داشت. وُتِماس از ادغام دو مدرسه قبلی مدرسه نقاشی، مجسمه‌سازی و معماری مسکو و دانشکده هنرهای کاربردی استروگانف تشکیل شد.
کارگاه‌های آموزشی هنری و فنی این دانشکده به تدریس دوره‌های هنری گرافیک، مجسمه‌سازی و معماری و همچنین تدریس دوره‌های فنی چاپ، پارچه، سرامیک، نجاری و فلزکاری می‌پرداخت.
این مدرسه مرکز عمده سه جنبش پیشرو در هنر و معماری بود: ساخت‌گرایی، عقل‌گرایی و والاگرایی. در کارگاه‌های آموزشی این مدرسه رویکرد استادان و دانشجویان به هنر و واقعیت معطوف شد که با استفاده دقیق از هندسه با تأکید بر فضا همراه بود و به یکی از انقلاب‌های بزرگ در تاریخ هنر بدل گشت.
در سال ۱۹۲۶ این مدرسه تحت مدیریت جدید و تغییر نام از «استودیو» به «مؤسسه» یا وُتِیین (Vkhutein) دوباره سازمان دهی شد. در سال ۱۹۳۰ پس از فشارهای داخلی و سیاسی که در طول ده سال وجود داشت این دانشکده منحل شد و دانشجویان و میراث آن در بیش از شش مدرسه دیگر پراکنده شد.